# Athletic Club 1977-1978
Questa voce raccoglie le informazioni riguardanti l'Athletic Club nelle competizioni ufficiali della stagione 1977-1978.

## Stagione
Come da politica societaria la squadra è composta interamente da giocatori nati in una delle sette province di Euskal Herria o cresciuti calcisticamente nel vivaio di società basche.
In Primera División la squadra giunge terza, non entrando però mai nel vivo per la corsa al titolo. 
In Coppa del Re viene eliminato agli ottavi di finale dall'Atlético Madrid: vittoria 1-2 in trasferta e sconfitta casalinga per 3-4, gara popi decisa ai tiri di rigore.
In Coppa UEFA, dopo aver eliminato il Servette al primo turno (sconfitta 1-0 e vittoria 2-0), l'Újpesti Dózsa ai sedicesimi di finale (sconfitta 2-0 e vittoria 3-0), negli ottavi i baschi vengono estromessi dall'Aston Villa (1-0 e 1-1).

## Rosa
| N. |                   | Ruolo | Calciatore           |
| -- | ----------------- | ----- | -------------------- |
|    | Spagna (bandiera) | P     | José Ángel Iribar    |
|    | Spagna (bandiera) | P     | Juan Antonio Zaldua  |
|    | Spagna (bandiera) | D     | Andoni Goikoetxea    |
|    | Spagna (bandiera) | D     | Javier Escalza       |
|    | Spagna (bandiera) | D     | Daniel Astrain       |
|    | Spagna (bandiera) | D     | José María Lasa      |
|    | Spagna (bandiera) | D     | José María Amorrortu |
|    | Spagna (bandiera) | D     | Agustín Gisasola     |
|    | Spagna (bandiera) | D     | José Ramón Alexanko  |
|    | Spagna (bandiera) | C     | Juan Carlos Vidal    |

| N. |                   | Ruolo | Calciatore            |
| -- | ----------------- | ----- | --------------------- |
|    | Spagna (bandiera) | C     | Iñaki Garay           |
|    | Spagna (bandiera) | C     | Ángel María Villar    |
|    | Spagna (bandiera) | C     | Javier Irureta        |
|    | Spagna (bandiera) | C     | Fernando Tirapu       |
|    | Spagna (bandiera) | A     | Estanislao Argote     |
|    | Spagna (bandiera) | A     | Dani                  |
|    | Spagna (bandiera) | A     | José Ignacio Churruca |
|    | Spagna (bandiera) | A     | Txetxu Rojo           |
|    | Spagna (bandiera) | A     | Aitor Aguirre         |
|    | Spagna (bandiera) | A     | Carlos Ruiz Herrero   |

## Risultati

### Coppa del Re
| Madrid 18 gennaio 1978 Ottavi di finale - andata | Atlético Madrid | 1 – 2 | Athletic Bilbao |  |

| Bilbao 8 febbraio 1978 Ottavi di finale - ritorno | Athletic Bilbao      | 3 – 4 | Atlético Madrid | Stadio san Mamés |
| \| \| \| \| \| \| Tiri di rigore 4 – 5 \| \|      |                      |       |                 |                  |
|                                                   |                      |       |                 |                  |
|                                                   | Tiri di rigore 4 – 5 |       |                 |                  |

### Coppa UEFA
| Arbitro: | Heinz Aldinger |

|              |           |  |
| Barberis 26’ | Marcatori |  |

| Arbitro: | Hugh Alexander |

|                        |           |  |
| Dani 58’ Amorrortu 70’ | Marcatori |  |

| Arbitro: | Sergio Gonella |

|                        |           |  |
| Törőcsik 7’ Viczkó 85’ | Marcatori |  |

| Arbitro: | Pat Partridge |

|                           |           |  |
| Dani 69’, 81’ Tirapu 107’ | Marcatori |  |

| Arbitro: | Jan Beck |

|                              |           |  |
| Iribar 34’ (aut.) Deehan 78’ | Marcatori |  |

| Arbitro: | Jean Dubach |

|          |           |              |
| Dani 85’ | Marcatori | 44’ Mortimer |

## Statistiche

### Statistiche dei giocatori
| Giocatore      | Primera División | Primera División | Primera División | Primera División | Coppa del Re | Coppa del Re | Coppa del Re | Coppa del Re | Coppa Uefa | Coppa Uefa | Coppa Uefa  | Coppa Uefa | Totale   | Totale | Totale      | Totale     |
| Giocatore      | Presenze         | Reti             | Ammonizioni      | Espulsioni       | Presenze     | Reti         | Ammonizioni  | Espulsioni   | Presenze   | Reti       | Ammonizioni | Espulsioni | Presenze | Reti   | Ammonizioni | Espulsioni |
| -------------- | ---------------- | ---------------- | ---------------- | ---------------- | ------------ | ------------ | ------------ | ------------ | ---------- | ---------- | ----------- | ---------- | -------- | ------ | ----------- | ---------- |
| A. Aguirre     | 9                | 2                | 0                | 0                | 1            | 0            | 0            | 0            | 3          | 0          | 0           | 0          | 13       | 2      | 0           | 0          |
| J.R. Alexanko  | 22               | 1                | 4                | 0                | 0            | 0            | 0            | 0            | 5          | 0          | 0           | 0          | 27       | 1      | 4           | 0          |
| J.M. Amorrortu | 13               | 0                | 0                | 0                | 0            | 0            | 0            | 0            | 4          | 1          | 0           | 0          | 17       | 1      | 0           | 0          |
| E. Argote      | 28               | 11               | 0                | 0                | 2            | 0            | 0            | 0            | 0          | 0          | 0           | 0          | 30       | 11     | 0           | 0          |
| D. Astrain     | 25               | 1                | 3                | 0                | 2            | 0            | 0            | 0            | 5          | 0          | 1           | 0          | 32       | 1      | 4           | 0          |
| Carlos         | 33               | 16               | 1                | 0                | 2            | 2            | 0            | 0            | 5          | 0          | 0           | 0          | 40       | 18     | 1           | 0          |
| J.I. Churruca  | 32               | 2                | 1                | 0                | 2            | 0            | 0            | 0            | 6          | 0          | 0           | 0          | 40       | 2      | 1           | 0          |
| Dani           | 31               | 20               | 6                | 0                | 2            | 1            | 0            | 0            | 5          | 4          | 1           | 0          | 38       | 25     | 7           | 0          |
| J. Escalza     | 34               | 0                | 2                | 0                | 2            | 0            | 0            | 0            | 5          | 0          | 2           | 0          | 41       | 0      | 4           | 0          |
| I. Garay       | 3                | 0                | 0                | 0                | 0            | 0            | 0            | 0            | 0          | 0          | 0           | 0          | 3        | 0      | 0           | 0          |
| A. Gisasola    | 24               | 1                | 2                | 0                | 2            | 0            | 1            | 0            | 3          | 0          | 1           | 0          | 29       | 1      | 4           | 0          |
| A. Goikoetxea  | 4                | 1                | 0                | 0                | 0            | 0            | 0            | 0            | 3          | 0          | 0           | 0          | 7        | 1      | 0           | 0          |
| J.A. Iribar    | 31               | -30              | 0                | 0                | 2            | -5           | 0            | 0            | 6          | -5         | 0           | 0          | 39       | -40    | 0           | 0          |
| J.A. Irureta   | 32               | 5                | 0                | 0                | 2            | 0            | 0            | 0            | 5          | 0          | 0           | 0          | 39       | 5      | 0           | 0          |
| J.M. Lasa      | 18               | 0                | 1                | 0                | 1            | 0            | 0            | 0            | 5          | 0          | 1           | 0          | 24       | 0      | 2           | 0          |
| T. Rojo (I)    | 8                | 0                | 0                | 0                | 0            | 0            | 0            | 0            | 1          | 0          | 0           | 0          | 9        | 0      | 0           | 0          |
| F. Tirapu      | 32               | 1                | 0                | 0                | 2            | 0            | 0            | 0            | 6          | 1          | 0           | 0          | 40       | 2      | 0           | 0          |
| J.C. Vidal     | 11               | 1                | 2                | 1                | 1            | 0            | 0            | 0            | 2          | 0          | 1           | 0          | 14       | 1      | 3           | 1          |
| A.M. Villar    | 28               | 0                | 0                | 0                | 2            | 0            | 0            | 0            | 5          | 0          | 0           | 0          | 35       | 0      | 0           | 0          |
| J.A. Zaldua    | 5                | -6               | 0                | 0                | 0            | -0           | 0            | 0            | 1          | -1         | 0           | 0          | 6        | -7     | 0           | 0          |